# DJ Khaled
Khaled Mohamed Khaled, född 26 november 1975 i New Orleans, Louisiana, USA, mer känd som DJ Khaled, är en amerikansk DJ, musikproducent, radiopratare och skivbolagsdirektör av palestinsk härkomst. DJ Khaled medverkar i den amerikanska hiphop-gruppen Terror Squad, och är värd för den Miami-baserade radiokanalen WEDR. Som producent har DJ Khaled frekvent medarbetat med bland andra Rick Ross, Birdman, Lil Wayne och Jadakiss. 
DJ Khaled grundade skivbolaget We the Best Music Group år 2008, och är sedan 2009 direktör för Def Jam Recordings dotterbolag Def Jam South.

## Diskografi

### Studioalbum
- Listennn... the Album (2006)
- We the Best (2007)
- We Global (2008)
- Victory (2010)
- We the Best Forever (2011)
- Kiss The Ring (2012)
- Suffering from Success (2013)
- I Changed a Lot (2015)
- Major Key (2016)
- Grateful (2017)
- Father off asahd (2018)